# Acraea ninapo
Acraea ninapo är en fjärilsart som beskrevs av Suffert. Acraea ninapo ingår i släktet Acraea och familjen praktfjärilar. Inga underarter finns listade i Catalogue of Life.